# 派卡藻
派卡藻屬（學名：Parka）是已滅絕的一屬綠藻，其下只有一個物種──Parka decipiens。生存於泥盆紀，被認為是一類早期的陸生植物。它們至少與鞘毛藻屬相似，儘管這種相似性的意義目前尚未確定。

## 特徵
派卡藻的植物體有著厚覆蓋層或角質層。植物體本身有數十個細胞的厚度，且有著Y形分叉的結構。化石中的圓形斑塊含有大量可能是孢子的物質。